# Fabio Coala
Fabio Coala (20 luglio 1978) è un fumettista brasiliano.

## Biografia
Dopo cinque anni di lavoro come vigile del fuoco, ha creato il sito Web Mentirinhas ("Piccole bugie"), in cui pubblica, dal 2010, webcomics con personaggi diversi. Uno dei personaggi principali è "O Monstro" ("Il mostro"), un mostro giocattolo che aiuta i bambini con problemi trasformandosi in un vero mostro per loro.
La prima graphic novel stampata di "O Monstro" è stata pubblicata nel 2013 dopo una campagna di crowdfunding e, l'anno successivo, il libro ha vinto il Troféu HQ Mix (il più importante premio legato al fumetto brasiliano) nella categoria "Migliore pubblicazione indipendente". Anche la striscia di fumetti di Coala intitolata Perfeição ("Perfezione") è stata adattata nel 2014 come breve film animato di Jacob Frey e Markus Kranzler. Il film, intitolato The Present, ha vinto 59 premi da diversi festival del cinema ed è stato accolto favorevolmente dalla critica.